# Lophotarsia girmai
Lophotarsia girmai är en fjärilsart som beskrevs av François Louis Nompar de Caumont de Laporte 1975. Lophotarsia girmai ingår i släktet Lophotarsia och familjen nattflyn. Inga underarter finns listade i Catalogue of Life.